# Liste der Kraftwerke auf den Balearischen Inseln

Balearen

Die Liste der Kraftwerke auf den Balearischen Inseln benennt Kraftwerke, die sich auf den Balearen befinden. Sie enthält sowohl Kraftwerke, die der Stromerzeugung dienen und Anlagen, die zur Stromlieferung (Seekabel) vom Festland zu den Inseln installiert wurden.

## Mallorca

### Kraftwerke
| Name                                           | Gründung | Leistung | Lage                  |
| ---------------------------------------------- | -------- | -------- | --------------------- |
| Central Térmica de Son Reus, Palma de Mallorca | 2005     | 601,5 MW | 39,6486° N, 2,6807° O |
| Central Térmica de Es Murterar, Alcúdia        | 1981     | 575 MW   | 39,8104° N, 3,0917° O |
| Central Térmica de Cas Tresorer, Palma         | 2010     | 480 MW   | 39,5672° N, 2,6895° O |
| Solarkraftwerk Sa Caseta, Llucmajor            | 2021     | 22 MW    | 39,4193° N, 2,7974° O |
| Solarkraftwerk Nou Biniatria, Alcúdia          | 2021     | 14,96 MW | 39,8078° N, 3,0827° O |
| Solarkraftwerk Bellpuig, Artà                  | 2010     | 3,4 MW   | 39,679° N, 3,3454° O  |
| Solarkraftwerk Son Parera, Muro                | 2012     | 2,7 MW   | 39,7445° N, 3,0806° O |
| Solarkraftwerk Vernissa Nou, Santa Margalida   | 2007     | 2,27 MW  | 39,733° N, 3,1148° O  |
| Solarkraftwerk Son Quartera, Llucmajor         | 2017     | 2,27 MW  | 39,4237° N, 2,8997° O |
| Solarkraftwerk Cortadeta, Llucmajor            | 2012     | 2,2 MW   | 39,4314° N, 2,9432° O |
| Solarkraftwerk Can Verd, Manacor               | 2008     | 2,1 MW   | 39,567° N, 3,1789° O  |
| Solarkraftwerk Estelrica, Artà                 | 2008     | 2 MW     | 39,6642° N, 3,3405° O |
| Solarkraftwerk Son Servera, Son Jordi          | 2007     | 1,7 MW   | 39,6428° N, 3,4003° O |
| Solarkraftwerk Porto Cristo, Manacor           | 2011     | 1,6 MW   | 39,5445° N, 3,3085° O |
| Solarkraftwerk Siquier, Inca                   | 2008     | 1,5 MW   | 39,6751° N, 2,9094° O |
| Solarkraftwerk Guiamaret, Llucmajor            | 2008     | 1,5 MW   | 39,3917° N, 2,8719° O |
| Solarkraftwerk Corral Serra, Son Baulo         | 2012     | 1,5 MW   | 39,7332° N, 3,1481° O |
| Solarkraftwerk Es Pujols                       | 2011     | 1,1 MW   | 39,3982° N, 3,1737° O |
| Solarkraftwerk Alcoraia, Campos                | 2008     | 1 MW     | 39,3966° N, 3,0374° O |

### HGÜ-Seekabel
- HGÜ-Umrichterstation, Santa Ponça

### Umspannwerke Mallorca
Das Rückgrat der Stromversorgung von Mallorca ist das 220-kV-Hochspannungsnetz, es dient zur Großraumversorgung und dem Anschluss von Großkraftwerken. Folgende Umspannwerke/Schaltstationen sind in Betrieb:

#### 220-kV-/69-kV-Umspannwerke
| Name         | Lage                       |
| ------------ | -------------------------- |
| Es Bessons   | 39° 34′ 55″ N, 3° 9′ 29″ O |
| Llubi        | 39° 40′ 24″ N, 3° 2′ 22″ O |
| Son Reus     | 39° 39′ 3″ N, 2° 40′ 44″ O |
| Valldurgent  | 39° 35′ 3″ N, 2° 32′ 57″ O |
| Son Orlandis | 39° 36′ 1″ N, 2° 44′ 40″ O |
| Es Murterar  | 39° 48′ 34″ N, 3° 5′ 33″ O |

#### 69-kV-/15-kV-Unterstationen
Verteilung von elektrischer Energie durch das 69-kV- und 15-kV-Netz. Es dient der Überlandversorgung kleiner Städte und auch dem Anschluss kleinerer Kraftwerke. Folgenden 69-kV-Stationen sind in Betrieb:
| Name             | Lage                        |
| ---------------- | --------------------------- |
| Pollença         | 39° 53′ 3″ N, 3° 3′ 22″ O   |
| Poligon          | 39° 36′ 30″ N, 2° 39′ 33″ O |
| Es Rafal         | 39° 35′ 29″ N, 2° 37′ 57″ O |
| S’Arenal         | 39° 31′ 35″ N, 2° 46′ 22″ O |
| Marratxi         | 39° 36′ 41″ N, 2° 43′ 35″ O |
| Bunyola          | 39° 41′ 4″ N, 2° 42′ 14″ O  |
| Inca             | 39° 42′ 50″ N, 2° 55′ 3″ O  |
| Manacor          | 39° 34′ 24″ N, 3° 11′ 25″ O |
| Arta             | 39° 40′ 52″ N, 3° 20′ 35″ O |
| Llucmajor        | 39° 29′ 53″ N, 2° 54′ 1″ O  |
| Santanyi         | 39° 22′ 1″ N, 3° 7′ 2″ O    |
| Calvià           | 39° 31′ 36″ N, 2° 30′ 26″ O |
| Portocolom       | 39° 25′ 15″ N, 3° 14′ 9″ O  |
| Andratx          | 39° 32′ 40″ N, 2° 25′ 21″ O |
| Nuredduna        | 39° 33′ 49″ N, 2° 39′ 49″ O |
| Sa Pobla         | 39° 45′ 48″ N, 3° 1′ 54″ O  |
| Sant Joan de Déu | 39° 32′ 50″ N, 2° 42′ 6″ O  |
| Sa Vinyeta       | 39° 42′ 32″ N, 2° 53′ 51″ O |
| Sant Agusti      | 39° 33′ 13″ N, 2° 35′ 35″ O |
| Cala Millor      | 39° 35′ 0″ N, 3° 21′ 47″ O  |
| Can Picafort     | 39° 44′ 50″ N, 3° 9′ 21″ O  |
| Palma Flughafen  | 39° 32′ 30″ N, 2° 43′ 19″ O |
| Palma Nova       | 39° 30′ 57″ N, 2° 32′ 2″ O  |
| Santa Catalina   | 39° 34′ 18″ N, 2° 38′ 10″ O |
| Palma/Coliseu    | 39° 35′ 11″ N, 2° 39′ 25″ O |
| Es Bessons       | 39° 34′ 55″ N, 3° 9′ 29″ O  |

## Menorca

### Kraftwerke
- Central Térmica de Maó, Hauptstadt Maó
- Windkraftwerk Es Milà, Maó
- Solarkraftwerk Son Salomó, Ciutadella
- Solarkraftwerk Binisafúller, Sant Lluís

### Umspannwerke Menorca
Das Rückgrat der Stromversorgung von Menorca ist das 132-kV-Hochspanungsnetz. Neben der direkten 132-kV-Linie zwischen Central Térmica de Maó und dem Dragonera Umspannwerk gibt es die folgenden Unterstationen:

#### 132-kV-/15-kV-Umspannwerke
| Name        | Lage                        |
| ----------- | --------------------------- |
| Dragonera   | 39° 53′ 28″ N, 4° 14′ 12″ O |
| Es Mercadal | 39° 58′ 37″ N, 4° 5′ 44″ O  |
| Ciutadella  | 40° 0′ 12″ N, 3° 51′ 19″ O  |

#### Seekabel Menorca-Mallorca
Ein 132-kV-Seekabel verbindet Menorca mit Mallorca. Es verläuft vom Umspannwerk Ciutadella zur Kabelübergabestation Calan Bosch 39° 55′ 55″ N, 3° 50′ 1″ O, wo das Unterwasserkabel von Mallorca endet. Bei der Cala Mesquida auf Mallorca geht das Seekabel bei der Kabelübergabestation 39° 44′ 19″ N, 3° 25′ 38″ O in das Freileitungsnetz von Mallorca über. Es ist direkt verbunden mit dem Umspannwerk Es Bessons 39° 34′ 55″ N, 3° 9′ 29″ O bei Manacor.

## Ibiza

### Kraftwerke
- Central Térmica de Ibiza, Ibiza

### Umspannwerke Ibiza
Das Rückgrat der Stromversorgung von Ibiza ist das 69-kV-Hochspannungsringnetz. Folgende Umspannwerke/Schaltstationen sind in Betrieb:

#### 69-kV-/15-kV-Umspannwerke
| Name          | Lage                        |
| ------------- | --------------------------- |
| Sant Jordi    | 38° 54′ 16″ N, 1° 22′ 41″ O |
| Sant Antoni   | 38° 57′ 26″ N, 1° 20′ 10″ O |
| Torrent       | 38° 56′ 9″ N, 1° 25′ 57″ O  |
| Santa Eulària | 39° 0′ 23″ N, 1° 29′ 25″ O  |

## Formentera
Die Insel wird vom Central Térmica de Ibiza via 30-kV-Seekabel versorgt und seit 2007 verbindet auch ein 69-kV-Seekabel Formentera mit dem Kraftwerk auf Ibiza. Ein Hilfsdiesel mit 10 MW steht für Notfälle am Umspannwerk Ca Mari bereit.

### 69-kV-/15-kV-Umspannwerk
| Name    | Lage                        |
| ------- | --------------------------- |
| Ca Mari | 38° 41′ 31″ N, 1° 27′ 49″ O |